# فنلندي (زورق)

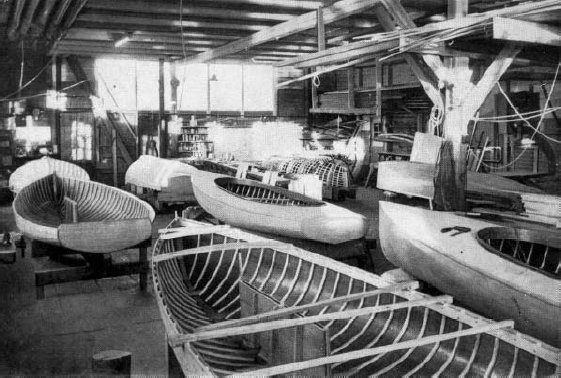
بناء الزوارق الفنلندية عام 1952.

الزورق الفنلندي أو فينن (بالإنجليزية: Finn)‏ هو مركب شراعي لملاح واحد، من فئة (كاتبوت-catboat) أي انه يزود بصاري واحد و شراع واحد. و هو فئة أولمبية لمنافسات الإبحار للرجال. منذ ظهوره لأول مرة في الألعاب الأولمبية الصيفية لعام 1952 في هلسنكي ، ظهر فينن في كل دورة ألعاب أولمبية صيفية ، مما يجعله أطول زورق يخدم في سباق القوارب الأولمبية وأحد أكثر المراكب الشراعية الأولمبية إنتاجًا ،  تملأ حاليًا فتحة الزورق ذو الوزن الثقيل . القارب الفنلندي هو قارب يتطلب جهداً بدنياً للسباق على أعلى المستويات ، خاصة وأن قوانين و قواعد هذه الفئة تسمح الآن و بشكل مطلق بهز القارب ونفخ الشراع عندما تكون الرياح فوق 10 عقدة. 

## التصميم

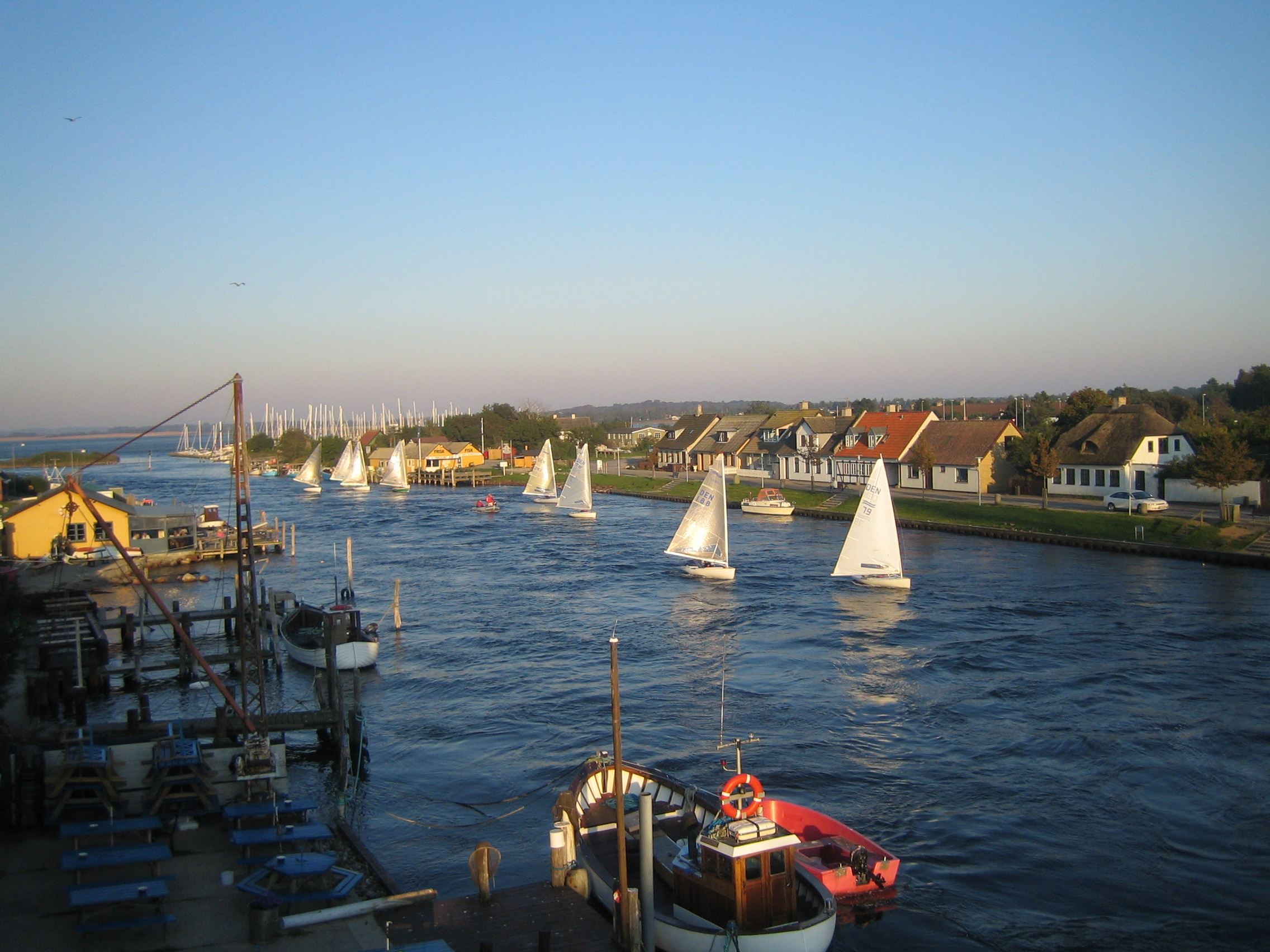
زوارق فينن

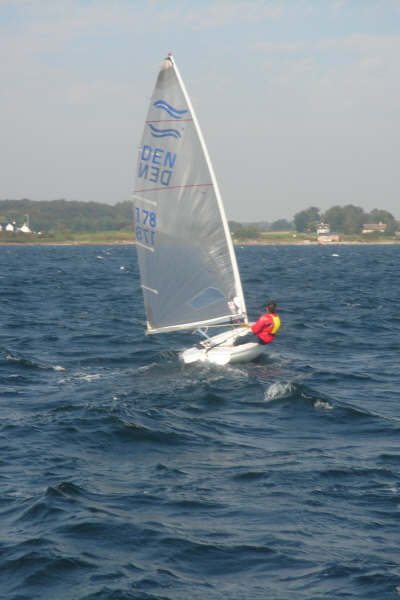
زورق فينن

تم تصميم الزورق الفنلندي من قبل مصمم الزوارق السويدي ريكارد ساربي ، في عام 1949 لدورة الألعاب الأولمبية في هلسنكي 1952.
على الرغم من أن هيكل الفينن لم يتغير كثيرًا منذ ذلك الحين ، فقد حدثت تطورات في منصة الشراع . كانت الساريات الأصلية مصنوعة من الخشب حتى أواخر الستينيات وأوائل السبعينيات ، عندما كان هناك تغيير تدريجي في صواري الألومنيوم. صواري الألمنيوم أكثر مرونة بشكل ملحوظ وتسمح بمزيد من التحكم في شكل الشراع ، وأصبحت شائعة بعد الألعاب الأولمبية الصيفية لعام 1972 في ميونيخ عندما تم توفيرها لأول مرة للملاحين الأولمبيين. في الآونة الأخيرة ، أصبحت أعمدة ألياف الكربون شائعة في منافسات الفينن.
لقد تطورت الأشرعة أيضًا وهي تُصنع الآن بشكل شائع من شرائح مختلفة مثل تيكنورا وبوليستر وكيفلار .
يتم الإشراف على قواعد الفئة من قبل رابطة فينن الدولية.

## روابط خارجية
- رابطة الفينن الدولية